# Keith Padgett
Keith Padgett é um político das Ilhas Malvinas que foi chefe executivo do arquipélago entre 2012 e 2016. Antes de sua nomeação ao cargo, Padgett serviu como Secretário de Finanças das ilhas em 2008, quando então foi renomeado Diretor de Finanças com a implementação da Constituição de 2009. Ele também atua como Diretor de Recursos Corporativos.
Padgett veio pela primeira vez para as Ilhas Malvinas em 2001, para servir como Secretário Financeiro Adjunto sob a administração de Derek Howatt. Ele foi candidato para chefe executivo em 2007, perdendo para Tim Thorogood.